# Olga Hepnarová
Olga Hepnarová (* 1951 in Prag; † 12. April 1975 ebenda) war eine tschechoslowakische Massenmörderin, die 1973 acht Menschen mit einem Lkw an einer Straßenbahnhaltestelle ermordete. Sie wurde zum Tode verurteilt und 1975 hingerichtet. Sie war die letzte Frau, die in der Tschechoslowakei hingerichtet wurde.

## Werdegang
Hepnarová war die Tochter eines Bankangestellten und einer Zahnärztin. Sie war ein unauffälliges Kind, jedoch entwickelte sie später psychische Probleme. Um 1964 machte sie einen Selbstmordversuch und verbrachte in der Folge ein Jahr in einer psychiatrischen Abteilung in Opařany. Später arbeitete sie an verschiedenen Orten, wurde aber jeweils kurz nach ihrer Einstellung wieder entlassen. Schließlich wurde sie Lkw-Fahrerin.
Am 10. Juli 1973 fuhr sie geplant in Prag einen Lastwagen in eine Gruppe von etwa 25 Menschen, die am Strossmayerplatz auf eine Straßenbahn warteten. Drei Menschen starben sofort, fünf weitere in den folgenden Tagen. Am 6. April 1974 wurde sie durch das Stadtgericht wegen Mordes zum Tode verurteilt. Die Hinrichtung fand am 1975 im Gefängnis Pankrác in Prag statt.

## Film
- Auf der Berlinale 2016 wurde die Filmbiografie I, Olga (tschechisch: Já, Olga Hepnarová) uraufgeführt, die im selben Jahr in die Kinos kam. Hepnarová wurde von Michalina Olszańska dargestellt.